# 미소의 세상
《미소의 세상》(원작 : 키코짱의 스마일(일본어: きこちゃんすまいる), 스마일 키코)은 매직버스가 제작한 TV 애니메이션 시리즈이다. 《BE·LOVE》(코단샤)에서 연재된 일본의 만화이다.

## 개요
무뚝뚝하지만 모든 사람으로부터 호감을 사고 있는 천재소녀 미소, 주변 인물들과 함께 소동을 일으키는 좌충우돌 코미디이다. 애니메이션판은 1996년 10월 5일부터 1997년 9월 27일까지 TBS에서, 국내 더빙판은 투니버스에서 방영되었다. 방송 시간은 매주 토요일 17:00 ~ 17:30. 화수는 전 51화.

## 등장인물
- 니노미야 키코 (노미소) : 이 작품의 주인공. 5살이며, 청소,빨래 등 집안일을 돕는 드문 효녀로, 몸이 유연하고 사백안을 가졌으며 남자같이 생긴 여자아이.
- 시바하라 메구미 (조은이) : 미소의 유치원 담임 선생님. 22~23살이며 당근을 싫어한다. 예쁘고 상냥한 선생님이다. 그러나 당근을 열심히 먹는 모습을 보인다. 아직까지 애인이 없어 솔로로 살고 있다.
- 요시나카 사오리 (김민지) : 미소의 라이벌이자 지는 것을 싫어한다. 웃음소리가 마녀같고, 물을 무서워하고 물에 들어가는 것을싫어한다.
- 마사카도 (나초롱) : 미소의 같은 반 남자아이. 활기찬 성격으로, 형이 2명 있다. 형은 초등학생, 중학생이다.
- 마도카 (슬기) : 미소의 같은 반 여자아이. 겁이 많고 노래를 잘 못 부른다.
- 마모루 (한별) : 미소의 같은 반 남자아이. 의젓하고 어른스럽다.
- 나오키 류노스케 (송민재)
- 도지마 쇼코 (양지수)
- 로자
- 덩치
- 시라토리 마이 (장수진)
- 괴도 라팡
- 환희

## 목소리 출연
- 미소: 양정화
- 해설: 김장
- 조선생: 류점희
- 아빠: 이주창
- 엄마: 여민정
- 민지: 이지영
- 초롱: 한신정
- 새롬: 한원자
- 슬기: 정선혜
- 한별: 김선혜
- 송코치: 김광국
- 대장: 시영준
- 부하1: 정명준
- 부하2: 김정은
- 조선생 아빠: 박만영

## 우리말 제작
- 로고디자인: 허정선
- 타이틀 편집: 이지혜
- 넌리니어 편집: 이승철
- 마스터 편집: 윤일섭
- 번역: 윤희선
- 녹음/믹싱: 최진기
- 녹음연출: 신동식
- 제작: © 1996 TSUBASA NUNOURA/KODANSHA, TBS, EIKEN
- 기획: Tooniverse

## 주제가
오프닝 '너에게만'
작사: 신동식, 작곡/편곡: 이창희, 노래: 윤공주, 엔지니어: 하정수, 녹음실: WSM
엔딩 1 '…of you' (제1화 - 제24화)
작사: 신동식, 노래: 이영미, 엔지니어: 최진기
엔딩 2 '그래 그래' (제25화 - 제43화)
작사: 신동식, 노래: 정여진, 엔지니어: 최진기